# Alluaudomyia halterata
Alluaudomyia halterata är en tvåvingeart som beskrevs av Remm 1993. Alluaudomyia halterata ingår i släktet Alluaudomyia och familjen svidknott. Inga underarter finns listade i Catalogue of Life.